# 擬黃鸝科
擬黃鸝科（Icteridae）是雀形目下的一個科，其下的種類全部只生活在南北美洲地區。大部分物種的羽毛都以黑色為主，間或有赤、橙、黃的色彩。它們的大小習性都不一。
大部分的擬黃鸝科鳥類都生活在熱帶地區，但也有一些種，例如長尾草地鷚等生活在溫帶地區。擁有最多的擬黃鸝的地區是哥倫比亞及墨西哥南部。有些擬黃鸝科的鳥類，例如紅翅黑鸝因為喜食蔬菜及其他作物而成為了農業害鳥。

## 特征
擬黃鸝科的種類有明顯的兩性異形特征，雌雄的體態特征極為不同。其下最小的種為圃擬黃鸝，其雌性平均體長15（5.9英寸），重18克（0.63盎司）；最大的則是帕拉擬黃鸝，其雄性體長約52（20英寸），重550克（19盎司）。
大多數擬黃鸝科的鳥類都是群居的，其中有些牛鸝有巢寄生的習性。

## 屬
擬黃鸝科下的屬包括：
- 刺歌雀属 Dolichonyx
- 黑鸝屬 Agelaius
- 橙頭黑鸝屬 Xanthopsar
- 白眼黑鹂属 Agelasticus
- 栗顶黑鹂属 Chrysomus
- 牙买加黑鹂属 Nesopsar
- 草地鷚屬 Sturnella
- 黄头黑鹂属 Xanthocephalus
- 艳拟鹂屬 Dives
- 锈色黑鹂属 Euphagus
- 擬八哥屬 Quiscalus
- 栗翅牛鸝屬 Agelaioides
- 牛鸝屬 Molothrus
- 擬黃鸝屬 Icterus
- 黄嘴酋长鹂属 Amblycercus
- 酋長鸝屬 Cacicus
- 拟椋鸟属 Psarocolius
- 黄头拟鹂属 Gymnomystax
- 沼泽雀属 Pseudoleistes
- 红头黑鹂属 Amblyramphus
- 红腹拟鹩哥属 Hypopyrrhus
- 南美黑鹂属 Curaeus
- 巴西拟鹂属 Gnorimopsar
- 绒额拟鹩哥属 Lampropsar
- 山鷯哥屬 Macroagelaius

## 外部連結
- Icterid videos, photos and sounds on the Internet Bird Collection
- Icteridae at the Tree of Life Web Project （页面存档备份，存于）